# 高雄市立図書館総館

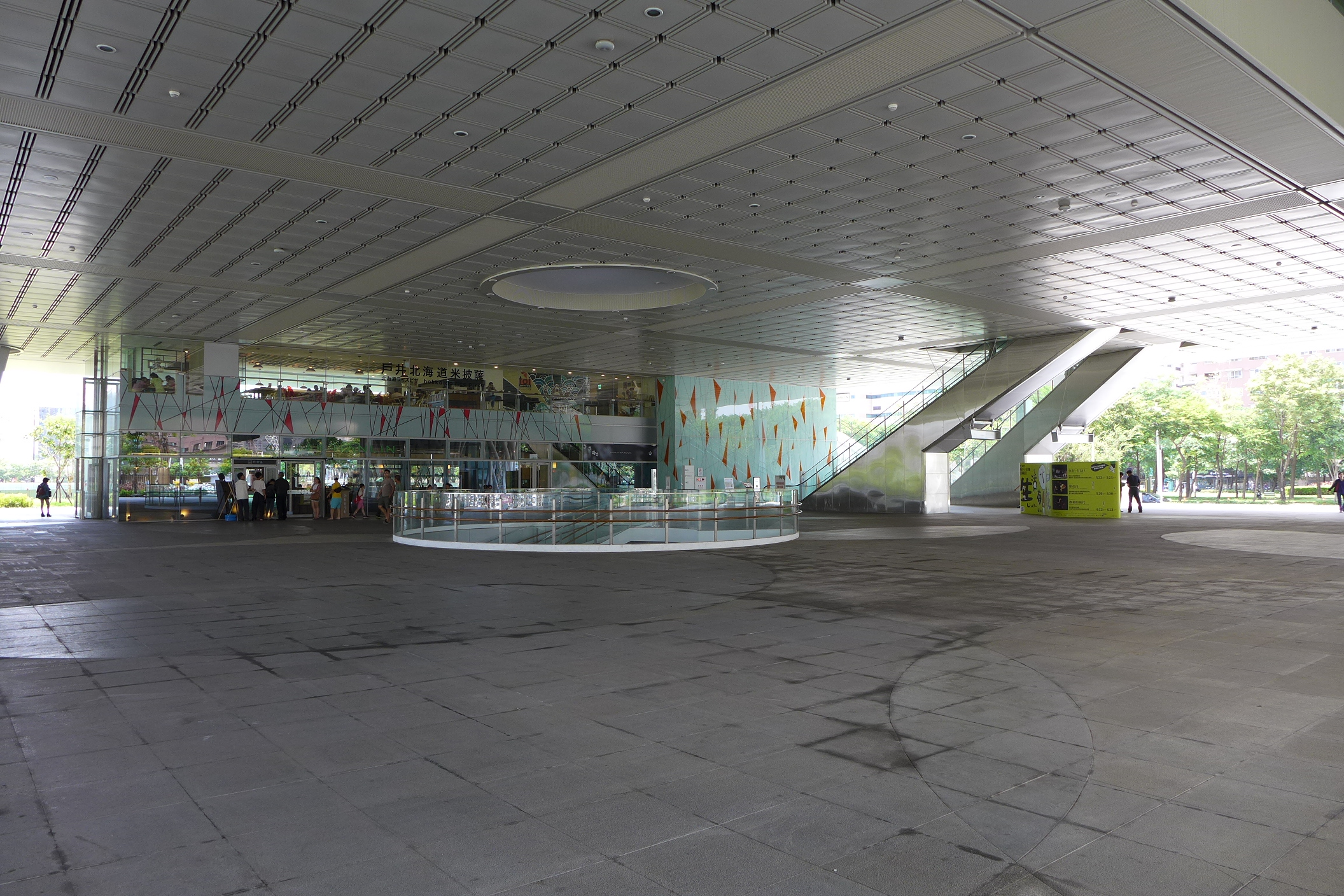
1階総図広場

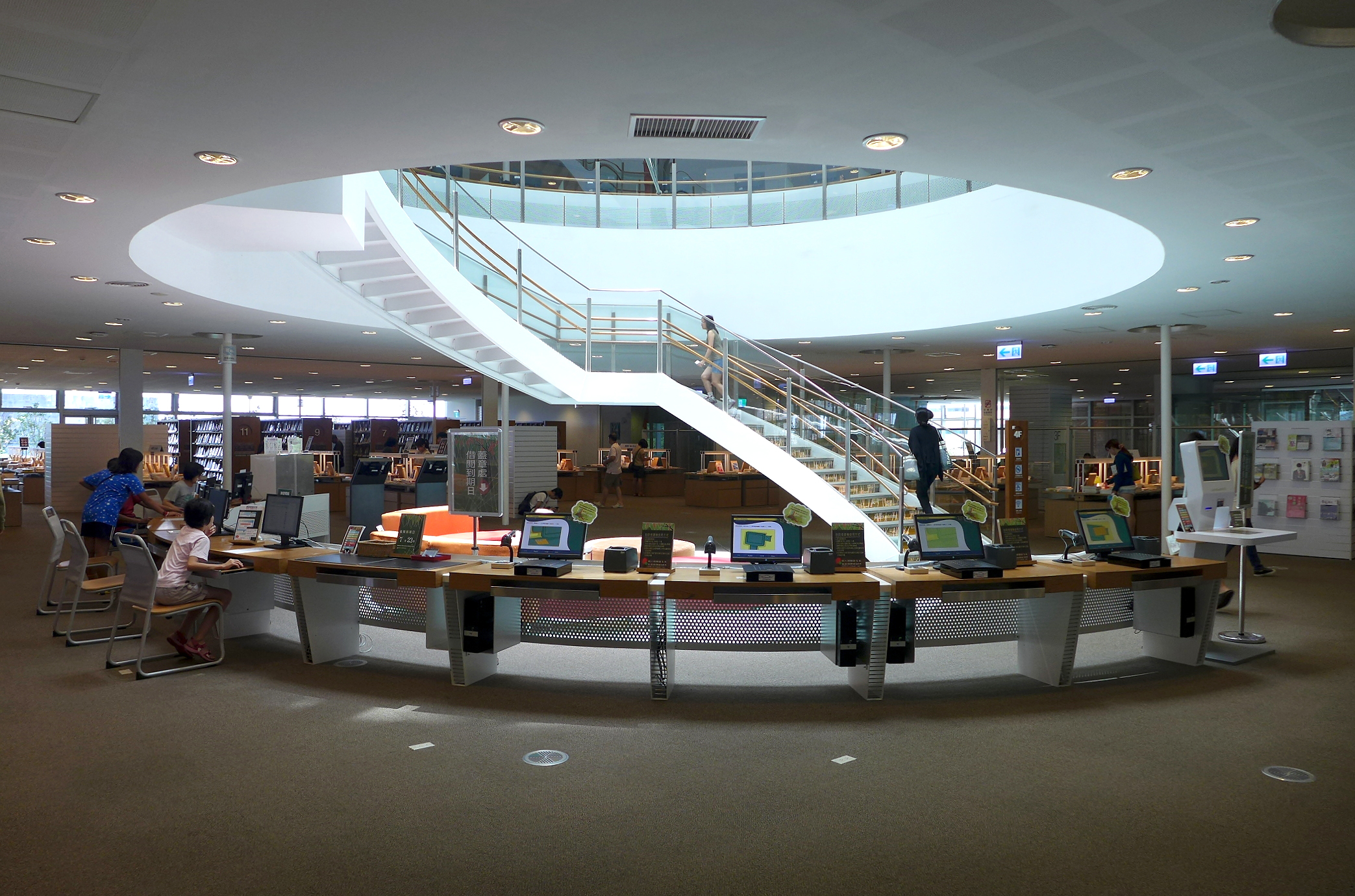
3階吹き抜け部の階段

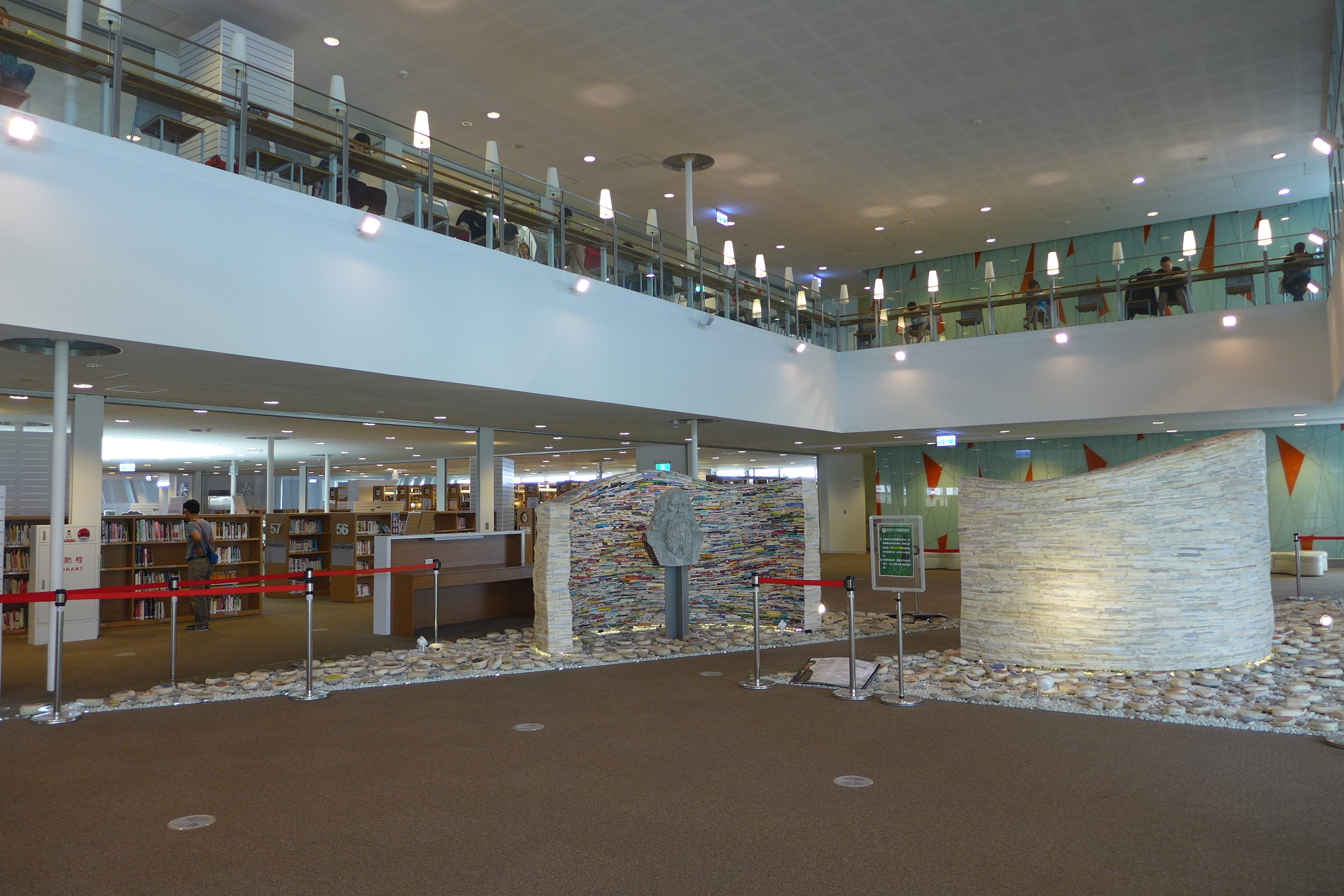
4階パブリックアートエリア

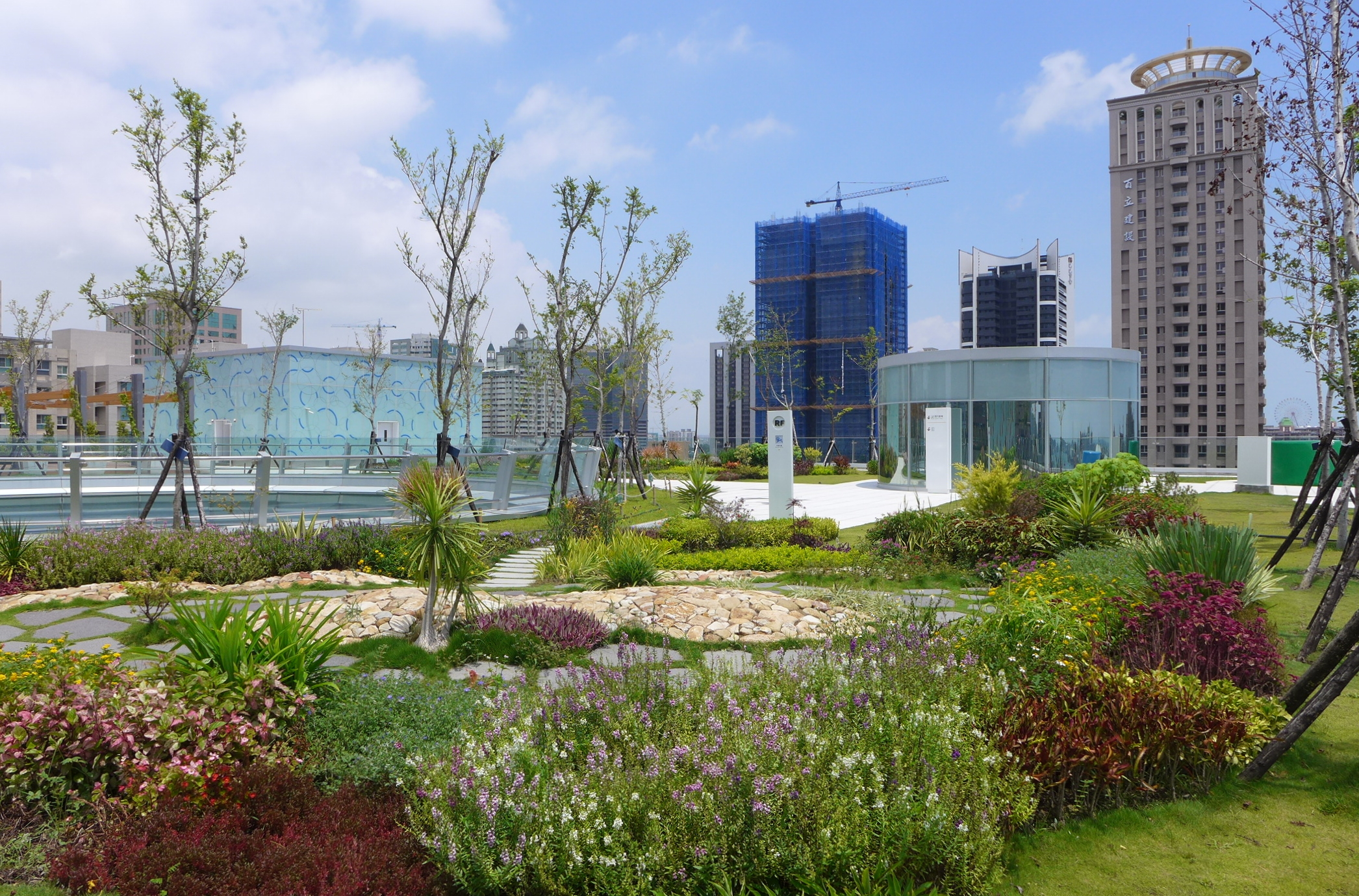
屋上の新湾花園

高雄市立図書館総館（繁体字中国語: 高雄市立圖書館總館）は台湾高雄市前鎮区にある市立公共図書館の総本館。地上8階、地下1階建てで100万冊の蔵書を収容する計画。フロアごとに建設時の大口寄附者の人名が付与されている。行政法人高雄市立図書館が管理し、その事務局もここにおかれている。市の都市再開発事業「亜洲新湾区」エリア内での5大公共インフラの一つとして13.8億ニュー台湾ドルを投じて整備された。2014年に完成、翌年から正式開館した。

## 沿革
- 1916年（大正5年） - 日本からの移民が「文庫協賛会」を設立、図書館を創立。
- 1924年（大正13年）2月 - 「高雄倶楽部」が管理。
- 1925年（大正14年）3月 - 寄贈により運営が高雄市役所に移管、「市立高雄図書館」に改称。
- 1927年（昭和2年）6月 - 旧第一幼稚園の跡地に移転（高雄愛国婦人会間（中国語版）の西側）。
- 1931年（昭和6年）5月 - 鼓山路と五福路交差点にある公会堂に移転。
- 1945年 - 第二次世界大戦時に米軍の空襲に遭い鼓山一路の建物を賃貸し、「民衆教育館」へ改称。
- 1949年 - 中正四路（中国語版）へ移転、「高雄市立中山図書館」へ改称。
- 1954年 - 民生二路（中国語版）39号（現高雄文学館（中国語版））に移転、「高雄市立図書館総館」へ改称。
- 1981年8月 - 直轄市昇格（1978年）に伴う人口、所蔵点数増加で民生二路80号に新築した「民衆活動中心」へ移転。
- 2010年 - 元々市民活動用途で建てられた図書館建屋が老朽化し、新たな建築基準に耐荷重の面で抵触し、蔵書の保管や貸出が続けられなくなったことから新館を計画することになった。年末の入札で新光路（中国語版）[6]の新総館の設計施工を劉培森建築事務所と日本の竹中工務店が担当することになった[7]
- 2012年10月12日 - 新総館起工[8]。寄贈者の氏名が蔵書に記載される。
- 2013年1月 - 蔵書の寄贈や募金を呼びかける「募新書百萬 傳愛智代代」活動を開催[9]、インターネットによる寄贈・募金が可能で、大口募金者には館内フロアの名称が冠され、小口募金者には蔵書の裏面にその氏名が記載されるというもので、民間募金5億元、蔵書数100万冊を目標とした[10]。
- 2014年
  - 11月13日 - 完工、開館式典開催。13日から16日まで全館の見学と蔵書閲覧を開放。
  - 11月18日 - プレオープン。3-7階の蔵書閲覧を開放。
- 2015年1月1日 - 正式開館。
- 2016年
  - 5月 - 世界不動産連盟（FIABCI）が実施する「世界最優秀建築賞」の「公共インフラ/文化施設」部門で金賞を獲得[11][12]。
  - 6月26日 - 館前に高雄ライトレール高雄展覧館駅開業
- 2017年9月1日 - 運営する市立図書館が行政法人となる[13]。

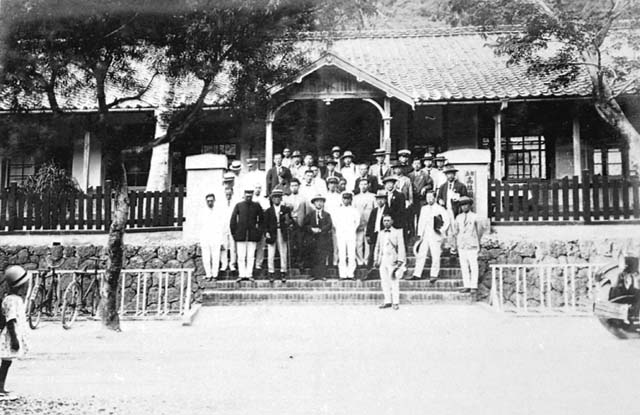
日本統治時代の高雄図書館
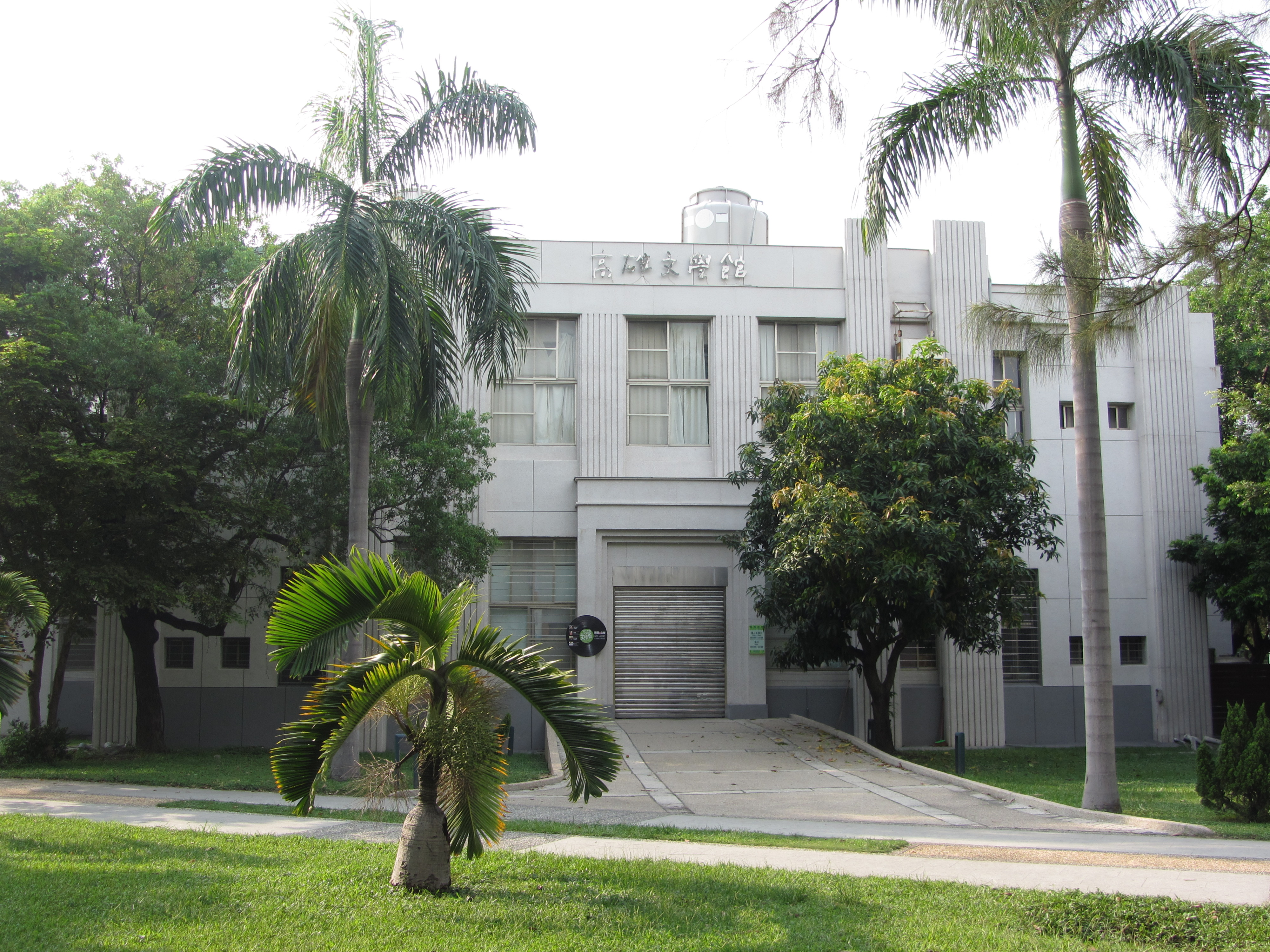
旧総館（現在の高雄文学館）
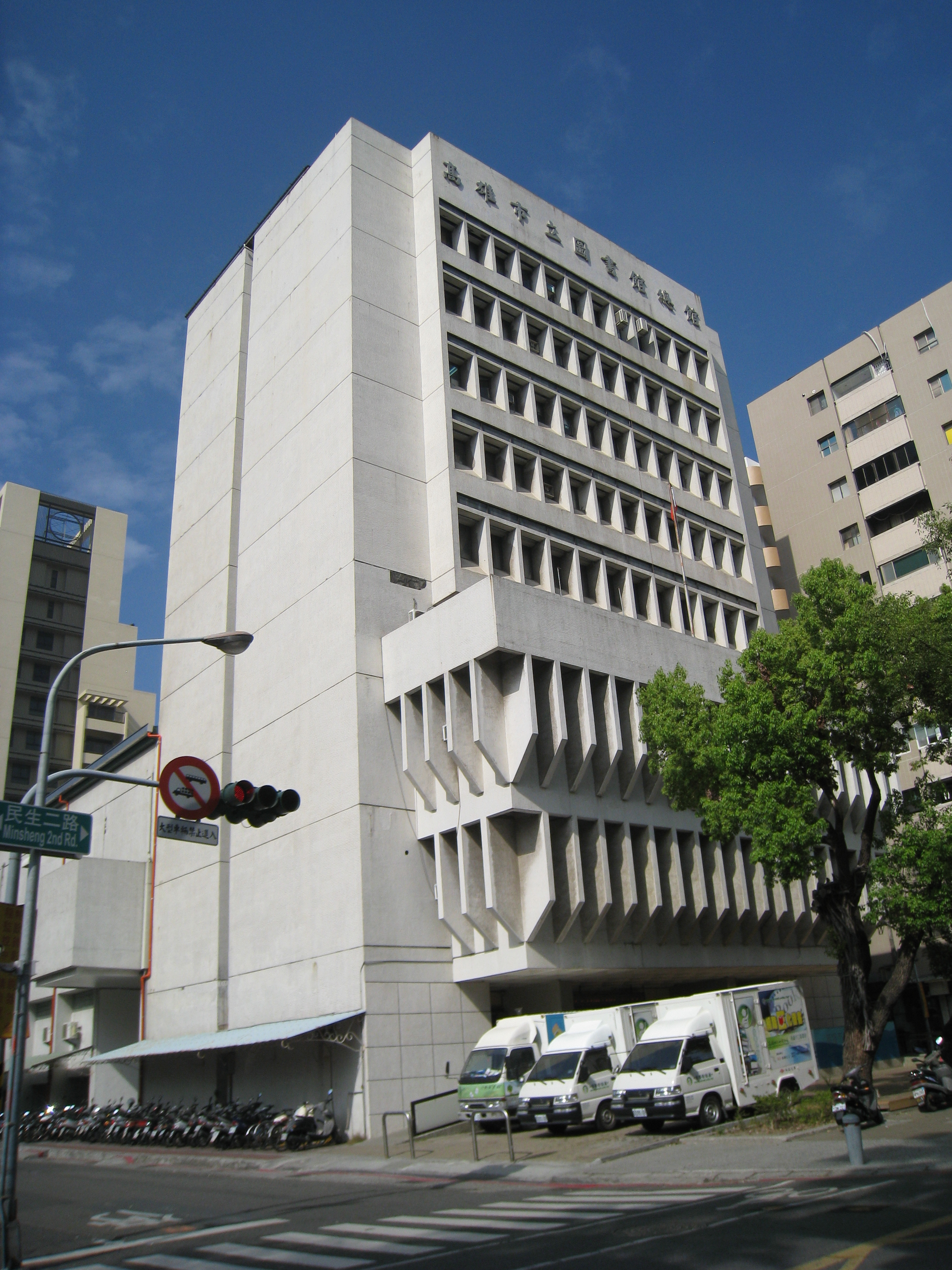
民生路時代の旧総館

## サービス
- 開館時間

全日：10時00分 - 22時00分
- 休館日

月曜日

## 建築と施設

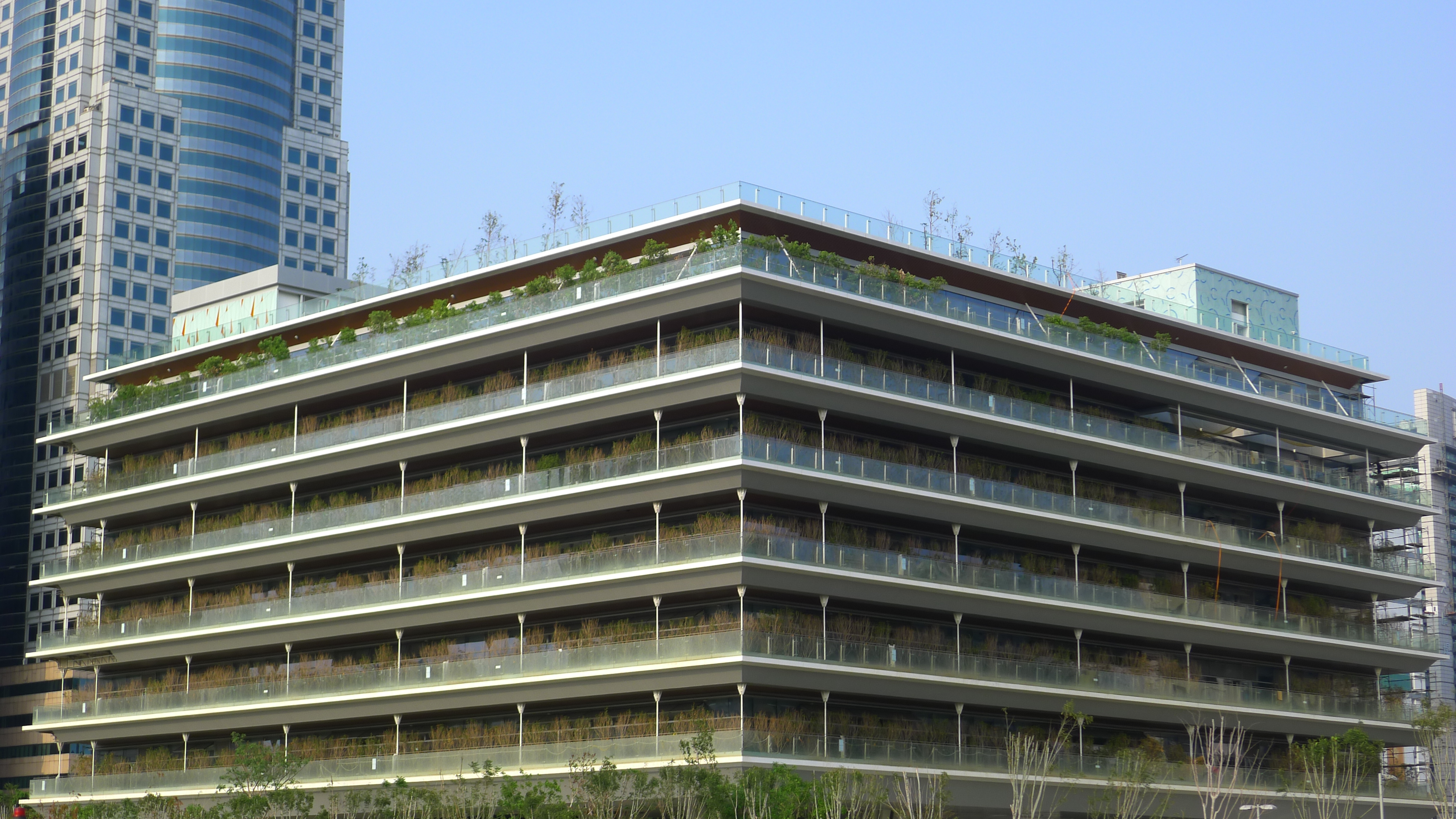
総館後方。サスペンション構造によるケーブルが全体に張り巡らされている。

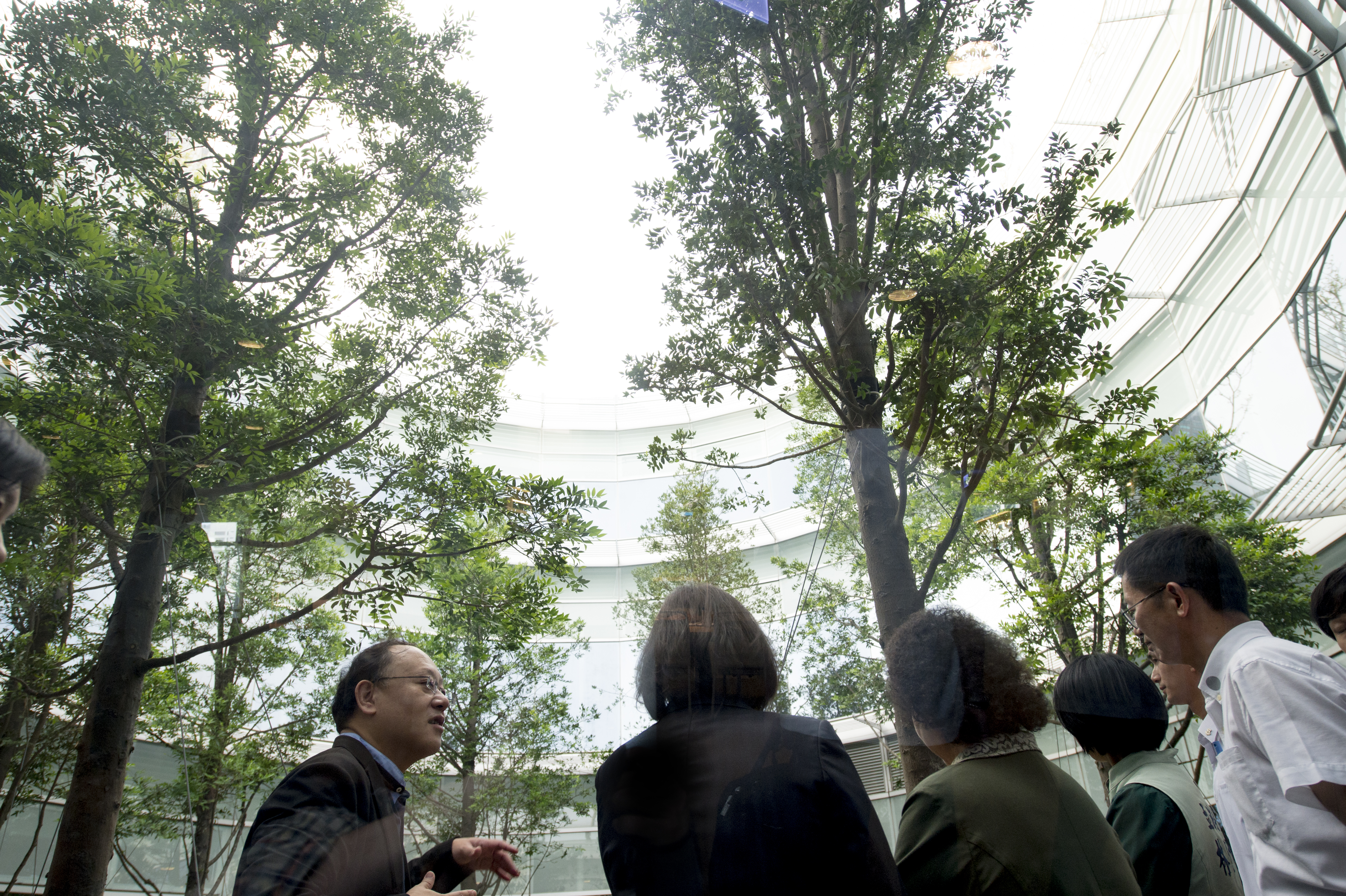
総館を参観した総統蔡英文（2016年）

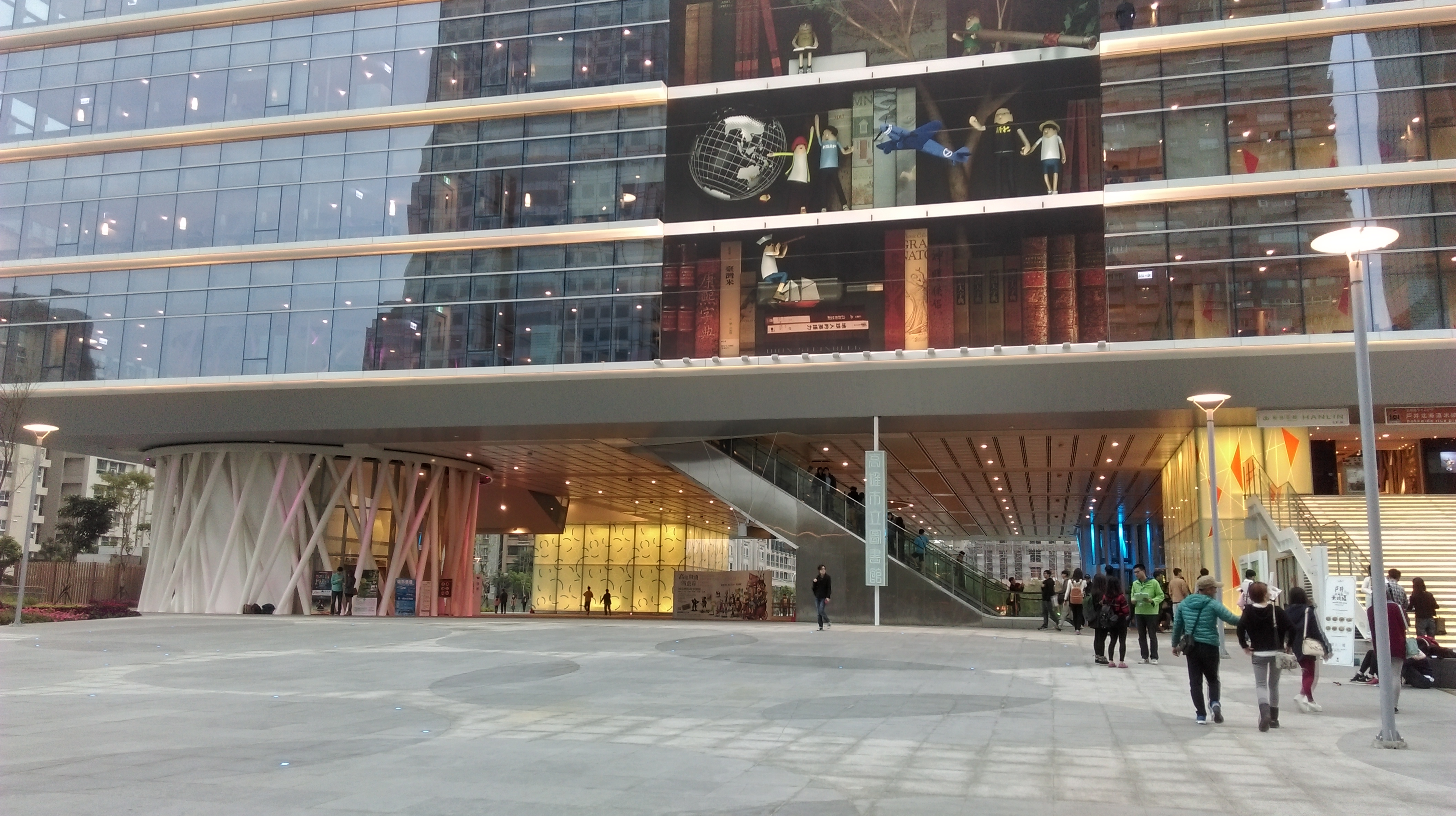
総館広場

新総館は敷地面積約2万平方メートル、建屋面積5,262平方メートル、総床面積約37,232平方メートルでフロアあたり67.2メートル四方の正方形で四隅にコアの主柱を配している。主柱とそれに支えられる屋上床板からの吊構造（サスペンション構造）で床を吊り下げる特殊工法で通常ならフロア内に直径90センチ級の多数の支柱や梁が必要なところを、直径6-12センチのケーブルだけで同等の強度を得ることができ、この結果外壁面の窓もサッシだけの全面窓となるなど、各フロアの視界は開けたものとなっている。フロア中央には地上から屋上庭園まで逆円錐状に穴が空いた吹き抜けで、地上階は高さ7.5メートルの広大なコンコースとなり、外観は各階にモクセイを植えるなどで直射日光を遮るなどグリーンビルディングを採用している。新光路に面した北側は奥行き40メートルの広場（「総図広場」）を確保して、催事に役立てている。地下は国内初となる国際絵本センターと児童劇場が設置されている。
7項目のグリーン・ビルディングの指標を満たしている。屋上の空中庭園がエコ建築を成しているだけでなく、中央の吹き抜けを介して大量の自然光を採り入れ、
庭園と地上のコンコースが空気の循環を生み出すことで、自然換気の効果も有している。外気温が摂氏26度で自動的にセントラル空調のオンオフが切り替えられる。
- サスペンション構造でのグリーンビルディング
- サスペンション構造での中庭
- 視界の透過性で世界最高
- 高さ7.5メートルの柱のないコンコース

などが世界初、台湾初の事例となっている。
| 階     | 階       | 蔵書の分類                                                                   | フロアガイド                                                   | 蔵書検索端末 | 服務台/セルフ          | 北側エレベーター                  | 南側エレベーター                  |
| ------ | -------- | ---------------------------------------------------------------------------- | -------------------------------------------------------------- | ------------ | ---------------------- | --------------------------------- | --------------------------------- |
| 屋上RF | 新湾花園 | -                                                                            | 露天劇場・新湾花園                                             | -            | -                      | ●                                 | -                                 |
| 8F     | 8F       | -                                                                            | 吹き抜け・華立庁・館長室・副館長室・行政弁公室                 | -            | -                      | ●                                 | -                                 |
| 7F     | 光陽館   | 總類・哲学類・宗教類・科学類・応用科学類・社会科学類                         | 吹き抜け                                                       | ●            | セルフ                 | ●                                 | ●                                 |
| 6F     | 6F       | 歴史地理類 •文学類・芸術類                                                   | 館中樹、吹き抜け天井・セルフコピー                             | ●            | -                      | -                                 | ●                                 |
| 5F     | 王礼館   | 多元文化・参考資料・留学資料・青少年資料・教育部教育部公共図書館南区資源中心 | 行動座位使用区・セルフコピー                                   | ●            | -                      | -                                 | ●                                 |
| 4F     | 英士館   | マルチメディア資料・高雄書専・視覚障害資料・語学学習                         | 行動裝置座位区・公共芸術・情報検索(公共PC)・セルフコピー       | ●            | マルチメディア         | -                                 | ●                                 |
| 3F     | 大ホール | 新書/話題書区・期刊区・シニア資料区                                          | 吹き抜け階段・感恩樹・飲食店（Lab Library Cafe）・セルフコピー | ●            | 総合案内・セルフ貸出   | ●                                 | ●                                 |
| 2F     | 2F       | -                                                                            | 飲食店（戸井北海道米ピザ）                                     | -            | -                      | 1階総図広場とフードコート専用階段 | 1階総図広場とフードコート専用階段 |
| 1F     | 総図広場 | -                                                                            | 守衛室・飲食店（翰林茶館）・図書物流室・駐車場/駐輪場          | -            | セルフ返却             | ●                                 | -                                 |
| B1F    | B1F      | 国際絵本センター                                                             | 小劇場・クローク・多目的活動室・密集書庫(未開放)・職員駐車場   | ●            | カウンター・セルフ貸出 | ●                                 | -                                 |

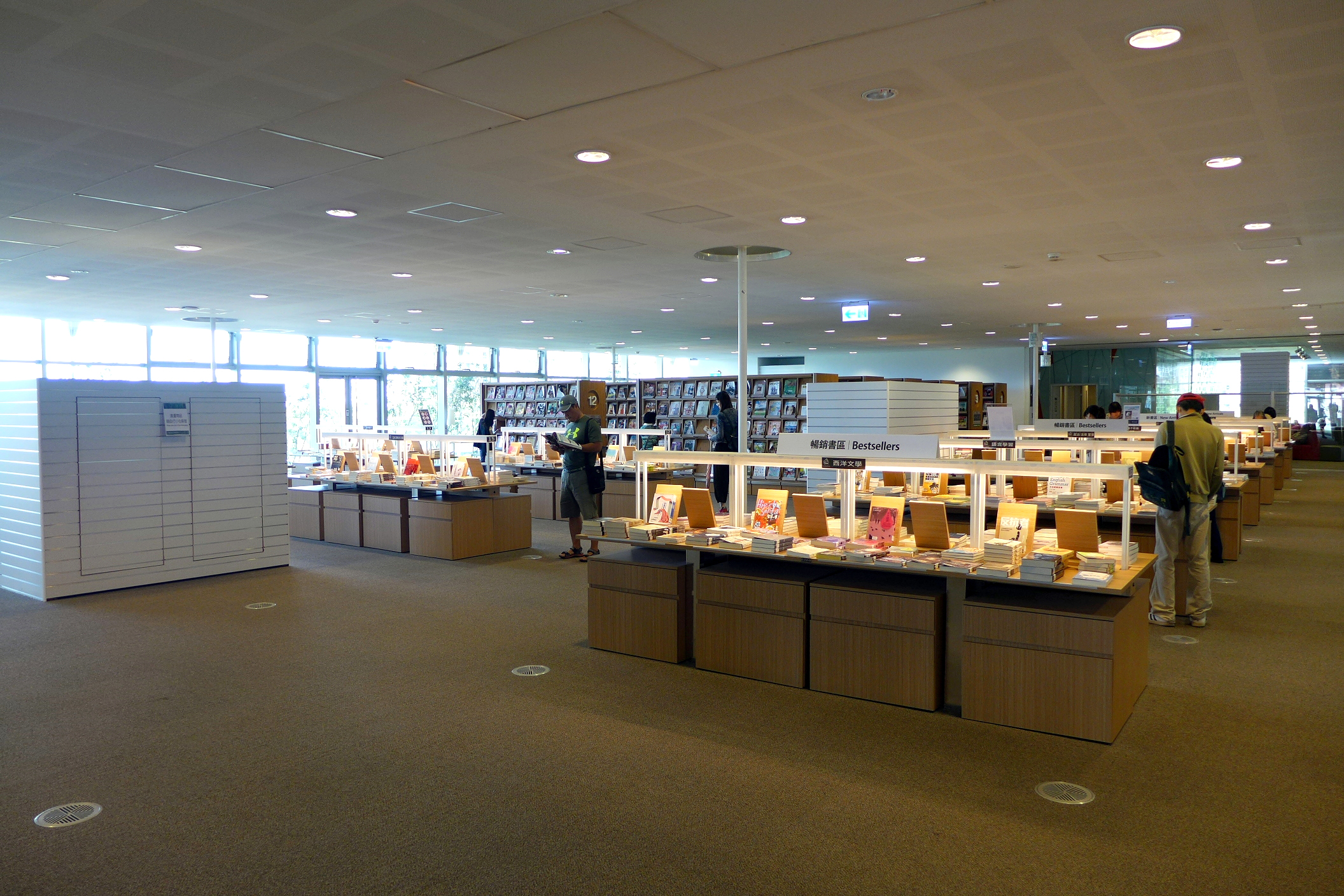
3樓 新書/話題書、期刊フロア
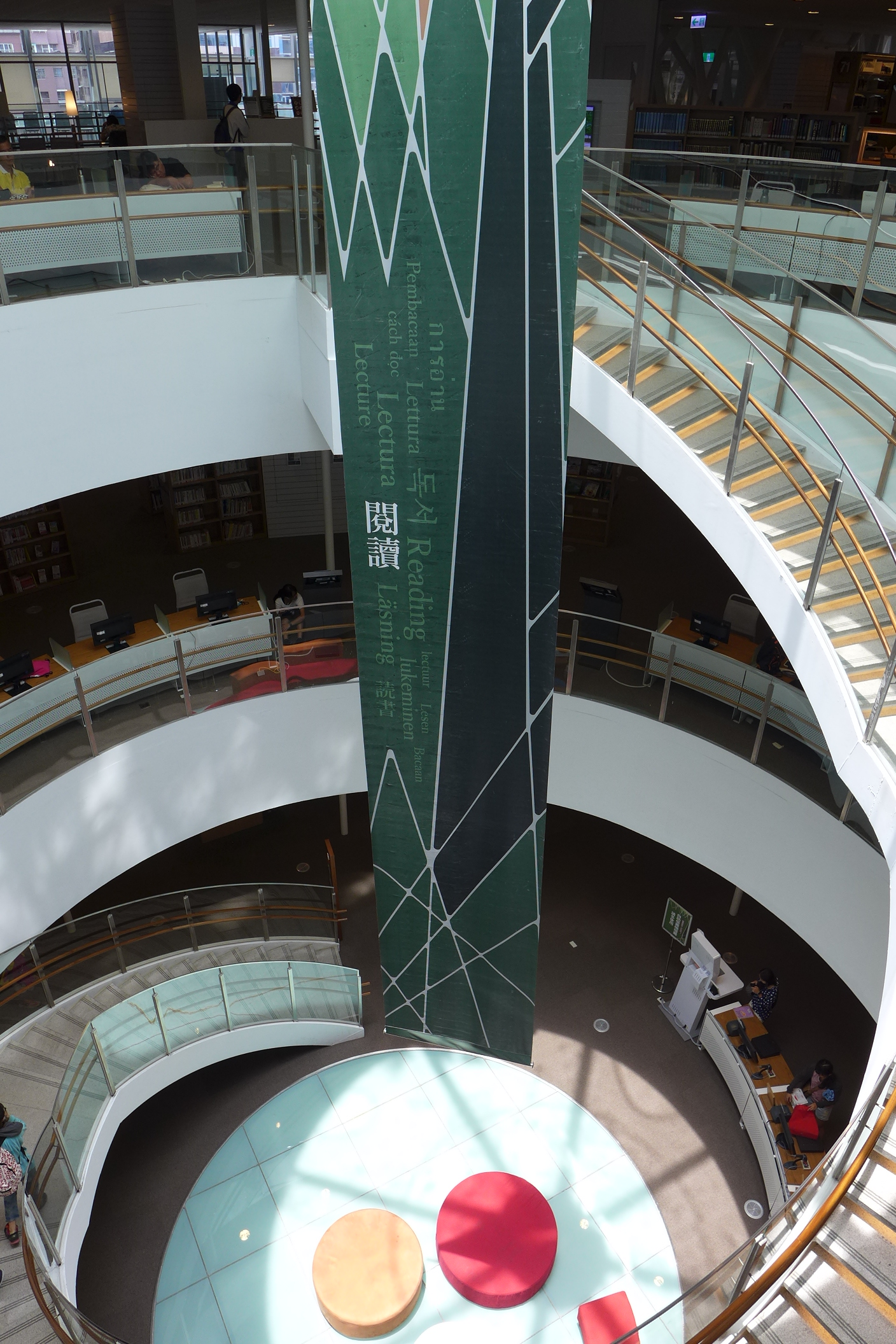
吹き抜け部の螺旋階段
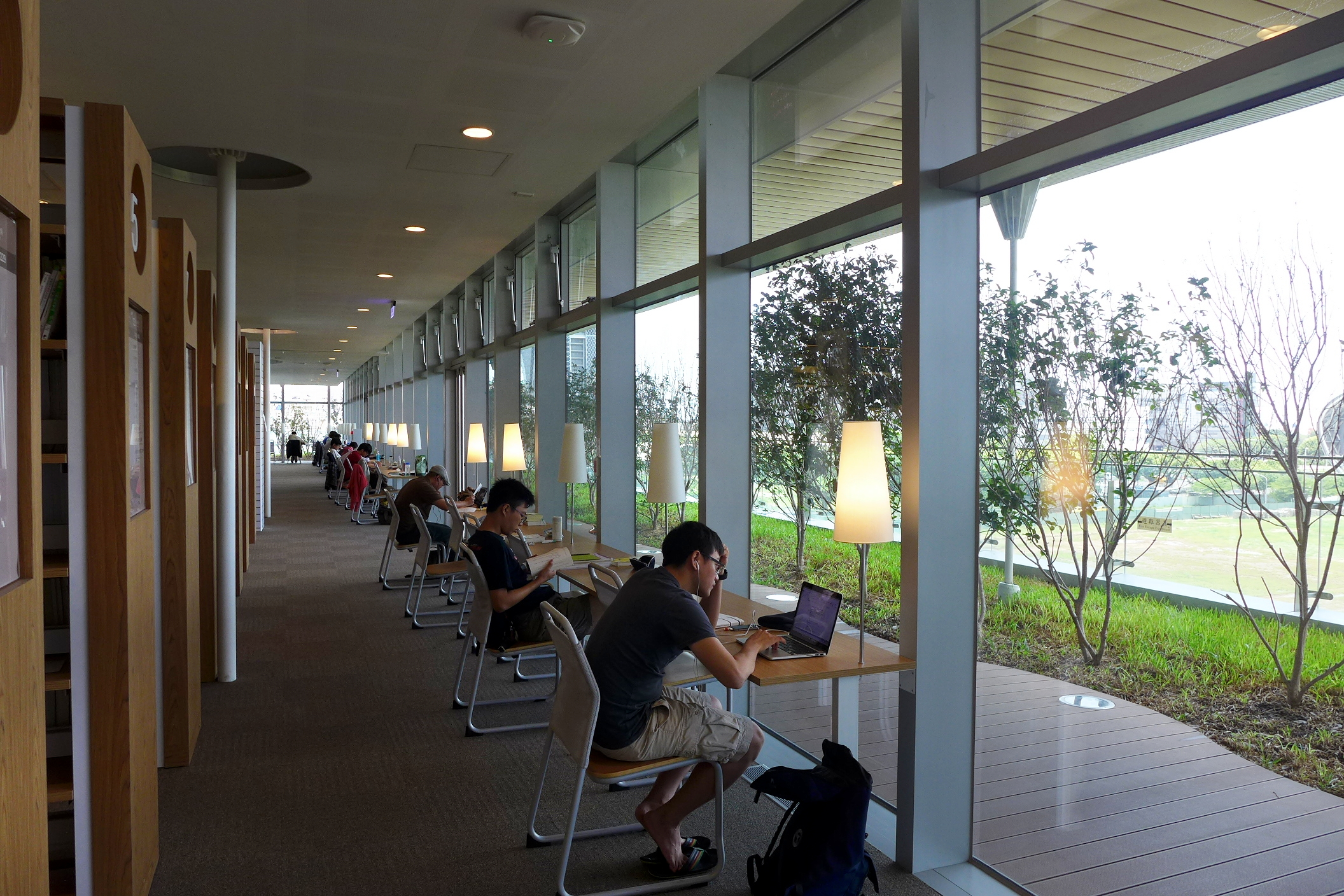
4階モバイル機器使用エリア
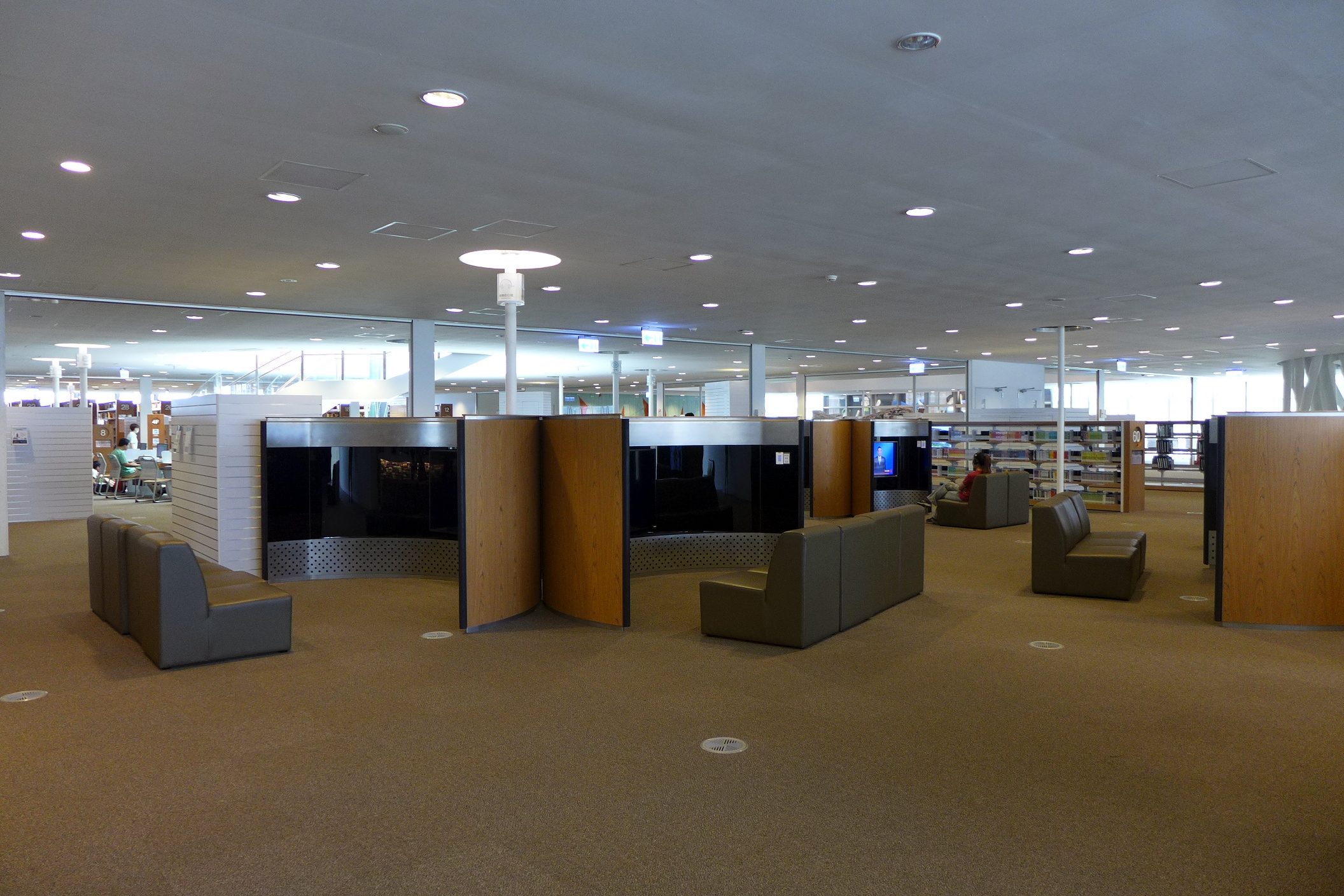
5階多元文化フロア
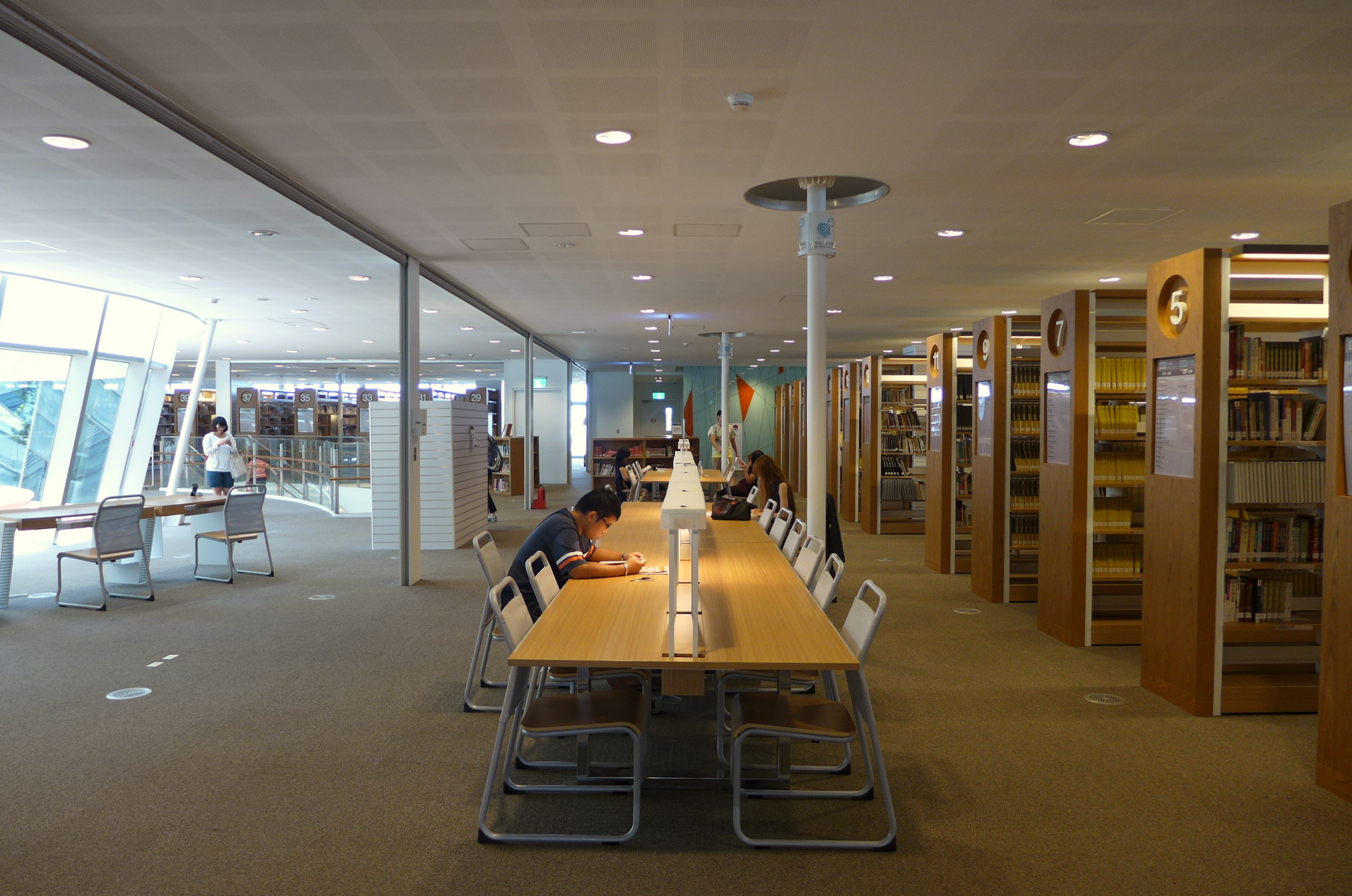
図書館6階

## 総館併設展覧館・文創会館（第二期）
第二期事業として、MICE用施設と文化創造産業のコンベンションセンターを増設する計画があり、
新総館の南側に敷地面積6,554平方メートル、総床面積約42,000平方メートルの別館が整備される。
文創会館は高雄市政府と国内生命保険大手の台湾人寿による合同事業でBOT方式によって建設・運営される。
建物は地上27階、地下6階の高層ビルで、書店や飲食店、映画館と238室の宿泊施設が含まれる。2016年12月18日に起工し、2020年に開業予定。
BOT採用により新総館の運営費用の不足を賄い、また隣接する高雄展覧館の研修・宿泊施設を兼用する。これによって文化創造産業都市を形成し、高雄を海洋都市、文化創造都市へと変えていくことが期待されている。

## 立地

### 交通
- ■捷運紅線三多商圈駅
- ■環状軽軌高雄展覧館駅
- 高雄市公車：70、100、168、205、214路、紅21・紅21區
- 旗津フェリー：新光碼頭（中国語版）から旗津方面にフェリーが運航している（土休日の午後のみ）

### 周辺
- 高雄85ビル（北隣）
- 高雄展覧館（西隣）
- 三多商圏（中国語版）

## 関連
- 高雄市立図書館
- 高雄市立図書館左新分館（中国語版）
- 亜洲新湾区
- 高雄市電影館（中国語版）